# Henri Ghéon
Henri Vangeon, de seudónimo literario Henri Ghéon, (Bray-sur-Seine, Sena y Marne, el 15 de marzo de 1875 - París, 13 de junio de 1944) fue un médico y escritor francés, a la vez que poeta, autor dramático y crítico literario.

## Biografía
Hjio de Alphonse Antoine Vangeon, farmacéutico en Bray-sur-Seine, y de Paméla Noémie Petit, realizó sus estudios secundarios en Sens y se trasladó a París en 1893 para emprender estudios de medicina. Se lanzó paralelamente a una carrera literaria, escribiendo poesía, imitando a la vez a Francis Jammes y a Mallarmé, y publicando críticas en revistas de vanguardia. En 1897, conoció a André Gide, que se convirtió en su amigo íntimo y su guía literario hasta su muerte, compartiendo numerosas aventuras homosexuales. De hecho, Ghéon esbozó un texto militante a favor de la homosexualidad, La Vie secrète de Guillaume Arnoult, que se convertiría en la inspiración del Corydon de Gide. Gide le hizo entrar en la dirección de la revista L'Ermitage. En noviembre de 1908 formó parte de los fundadores de La Nouvelle Revue Française. Fue miembro del Comité de dirección de la Association du Foyer de la Abadía de Royaumont.
Pero la Primera Guerra Mundial cambió la orientación de su vida y, en parte, la de su carrera. Como médico voluntario en el frente de Bélgica recobró la fe católica en la Navidad de 1915, fe de la que se convirtió en ferviente defensor. L'Homme né de la guerre («El Hombre nacido de la guerra»), para retomar el título dado al relato de su conversión, puso a partir de ese momento su arte al servicio de Dios y del apostolado. Se hizo terciario de la orden de Santo Domingo en 1922 y tomó como nombre religioso «hermano Pierre-Dominique», nombre de su amigo Dupouey, que apresuró su conversión. Falleció el 13 de junio de 1944. Está enterrado en la concesión de los Padres Dominicanos.
Participó en La Revue fédéraliste, cuaderno mensual de política y de poesía, publicando en particular una llamada para sostener una compañía teatral, «Les compagnons de Notre-Dame», en el número de octubre de 1926. Dejó igualmente unas pocas pinturas, óleos predominantemente naturalistas, a veces compartimentados, realizadas por consejo del pintor fauve Victor Dupont.

## Obra

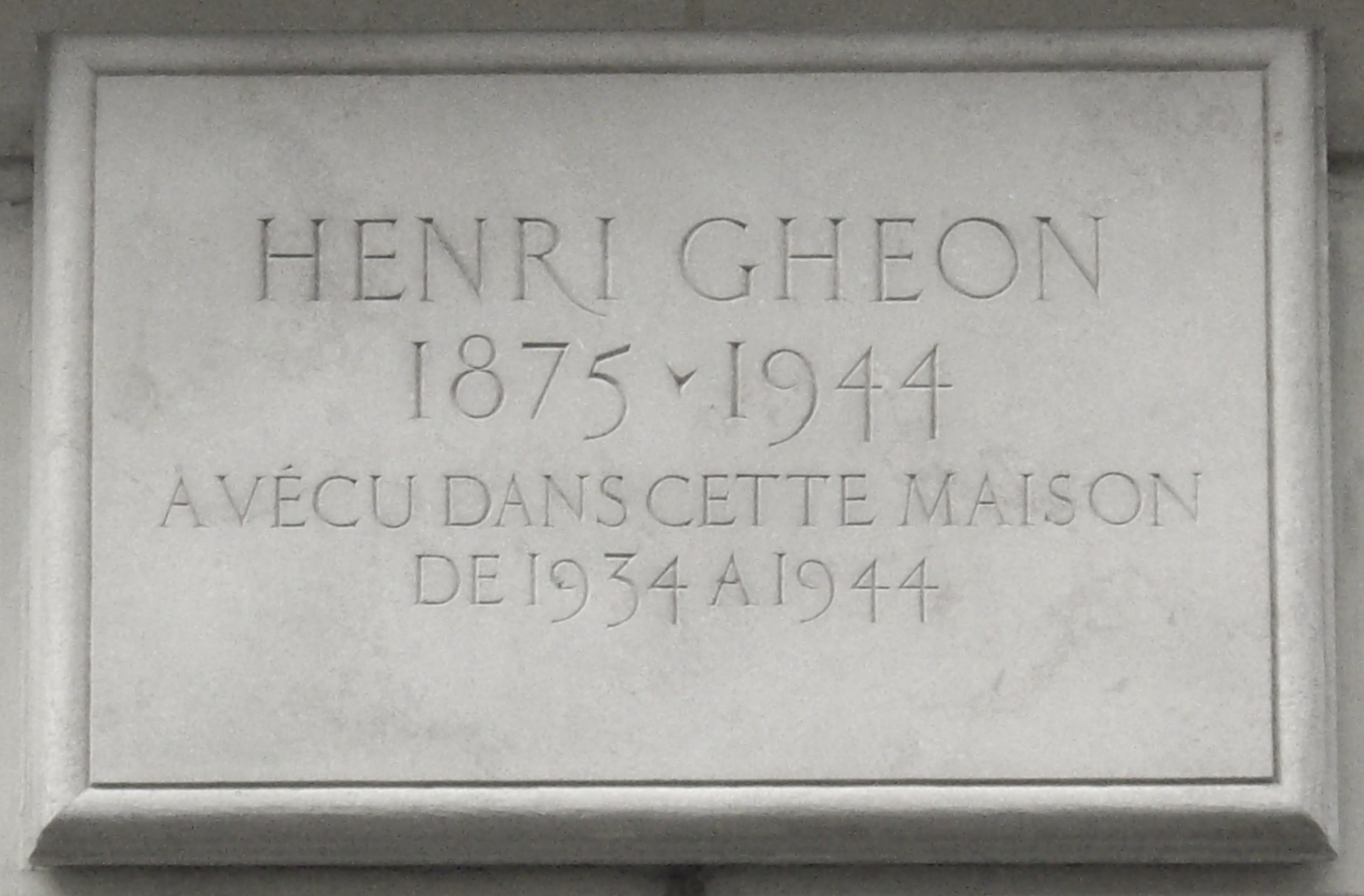
Placa conmemorativa en el domicilio parisiense de Henri Ghéon, en el número 68 de la calle Saint-Didier

- La Solitude de l'été. Les campagnes simples (1897)
- Le Pain. Tragédie populaire en 4 actes et 5 tableaux (1912)
- Foi en la France poèmes du temps de guerre per patriam ad dominum (1916)
- L'Homme né de la guerre
- Jeux et miracles pour le peuple fidèle (1922)
- Partis Pris. Réflexions sur l'art littéraire (1923)
- La Bergère au pays des loups (1923)
- Les Trois Miracles de Sainte Cécile (1923)
- La Merveilleuse Histoire du jeune Bernard de Menthon. En trois journées et un épilogue (1924)
- Le Triomphe de Saint Thomas d'Aquin (1924)
- Le Comédien et la grâce, pièce d'après la vie de Saint Genès (1925)
- Sainte Thérèse de Lisieux
- La Parade du Pont du diable d'après la légende de Saint Kado (1926)
- Les Trois Sagesses du vieux Wang (1927)
- Demos esclave et roi (1927)
- La Fille du sultan et le bon jardinier. Conte en trois tableaux d'après une chanson flamande (1928)
- Les Jeux de l'enfer et du ciel (1929)
- La Vieille Dame des rues (roman), Fkammarion, (1930)
- Sainte Anne d'Auray (1931)
- Épiphanie ou le voyage des trois rois (1931)
- Promenades avec Mozart, l'homme, l'œuvre, le pays (1932)
- Le Saint Curé d'Ars (1933)
- Le Noël sur la place ou les enfances de Jésus (1935)
- Noêl ! Noël ! (1935)
- Le Pauvre sous l'escalier. Trois Épisodes d'après la vie de saint Alexis
- Saint Jean Bosco
- Féerie le petit Poucet, impromptu en trois actes pour les enfants (1935)
- Les Détours imprévus (1937)
- La Quête héroïque du Graal. Action romanesque et féerique en cinq parties et dix tableaux (1938)
- Marie, Mère de Dieu (1939)
- Judith. Œdipe ou le crépuscule des dieux
- L'Art du théâtre
- Dramaturgie d'hier et de demain
- Saint Martin (1941)
- Sainte Claire d'Assise (1944)
- Les Jeux de l’enfer et du ciel
- La Cathédrale Incendiée, musique d'Albert Alain
- Correspondance Henri Ghéon - André Gide, t. 1 1897-1903, t. II 1904-1944, Paris : Gallimard, NRF, 1976
- Correspondance Vielé-Griffin - Ghéon, édition critique établie par Catherine Boschian-Campaner, Paris : H. Champion, 2004 ISBN 2-7453-0982-X